# Как да си дресираш дракон 2
„Как да си дресираш дракон 2“ (на английски: How to Train your Dragon 2) е американски компютърно-анимационен филм от 2014 г., продължение на известната история за сприятеляването на викинга Хълцук и дракона Беззъб на остров Бърк. Режисьор на лентата, чийто бюджет възлиза на приблизително $145 млн., е Дийн Деблоа, а озвучаването на героите се осъществява от актьори като Джерард Бътлър, Кейт Бланшет, Джей Барушел, Крейг Фъргюсън, Джона Хил, Америка Ферера, Кристен Уиг, Ти Джей Милър и др. Световната премиера на филма е на 20 юни 2014 г.